# Yellow River (Dominica)
Der Yellow River ist ein Fluss im Osten von Dominica im Parish Saint David, im Carib Territory.

## Geographie
Der Yellow River entspringt am Südhang des Morne Fraser und verläuft stetig nach Süd-Südost. Nach knapp 2 km mündet er bei castle Bruce Estate bereits in den Raymondstone River, kurz bevor dieser östlich von Raymondstone mit dem Belle Fille River zusammenfließt und im Tal von Castle Bruce den gleichnamigen Castle Bruce River bildet.